# Y1B-9 (航空機)

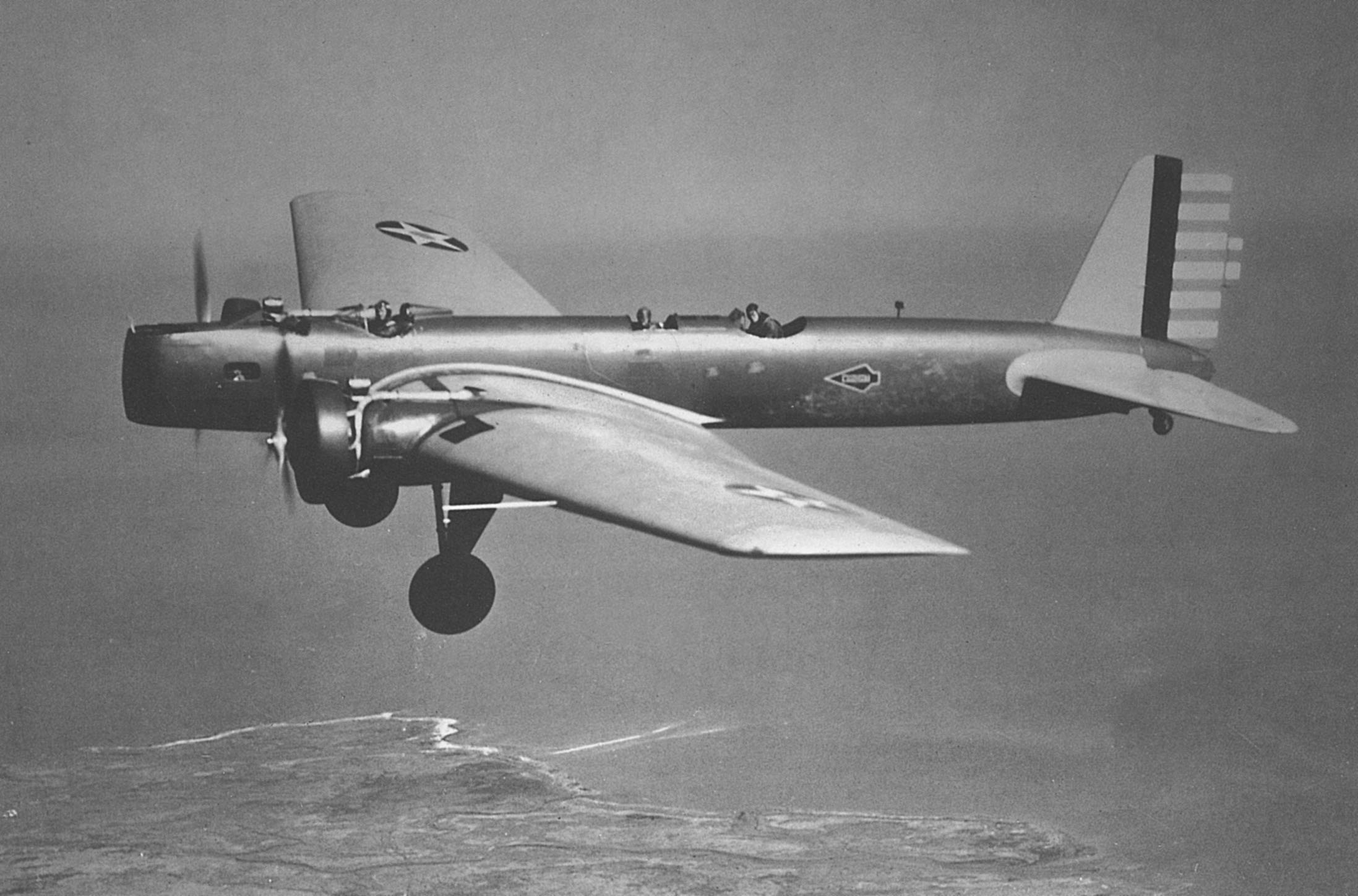
試験飛行するY1B-9（1932年）

ボーイング Y1B-9とは1931年にアメリカ合衆国の航空機メーカーのボーイング社がアメリカ陸軍航空隊向けに開発した低翼単葉かつ全金属による最初の爆撃機である。制式採用された場合にはB-9となるはずであったが、マーチン社のB-10の方が採用されたため、試作機7機が製造されただけで量産されなかった。

## 概要
ボーイング社が郵便輸送機として開発していたモデル200を基本にして拡大した設計で、機体は大型化し双発となった。ボーイング社内名称はモデル215(YB-9)モデル214(Y1B-9)およびモデル246(Y1B-9A)。
アメリカ陸軍航空隊の爆撃機として初めての全金属製単葉機であり、当時の追撃機に匹敵する高速を発揮したが、一方で開放式のコクピットに搭乗員がそれぞれはなれて座る形をとっているなど古い時代の特徴も備えていた。
試作名称XB-901として1930年から開発が開始された。最初の試作機であるYB-9が初飛行したのは1931年4月29日で、この時の最高速度は262Km/hであった。また2号機ではカーチス社の水冷エンジンを搭載したが、これは1920年代のB-2コンドル爆撃機を除けばアメリカの制式化された爆撃機に用いられたことはなかった。時速は向上したが通常の空冷エンジンよりも信頼性にかけるとされ、敵機からの攻撃に弱いとされた。
また改良型のY1B-9Aでは、エンジンが強化されボーイング247に類似した方向舵が装備されるなどの改良が行われていた。また引き込み式主脚が採用されていた。1931年9月には陸軍から発注された。しかしマーチン社のB-10の方が高性能であるとして制式採用されたため、Y1B-9は量産されず7機が製造されただけで1934年に退役した。なお現在では保存されている機体はない。

## 性能要目(Y1B-9A)
- 乗員 4
- 全長 15.7 m
- 全幅 23.4 m
- 高さ 3.86 m
- 翼面積 88.6 m2
- 空虚重量4,056 kg
- ロード重量 6,320 kg
- 最大離陸重量 6,500 kg
- エンジン プラット・アンド・ホイットニー R-1860-11 "Hornet"空冷星型エンジン（600馬力）双発
- 最大速度 302 km/h
- 巡航速度 265 km/h
- 航続距離 870 km
- 実用上昇限界高度 6,325 m
- 武装 ブローニング0.30インチ(7.62 mm)機関銃2挺と爆弾2,200ポンド（1,000Kg）